# Dihammaphora cylindricollis
Dihammaphora cylindricollis är en skalbaggsart som beskrevs av Chemsak och Noguera 1993. Dihammaphora cylindricollis ingår i släktet Dihammaphora och familjen långhorningar. Inga underarter finns listade i Catalogue of Life.